# Pugionium dolabratum
Pugionium dolabratum är en korsblommig växtart som beskrevs av Carl Maximowicz. Pugionium dolabratum ingår i släktet Pugionium och familjen korsblommiga växter. Inga underarter finns listade i Catalogue of Life.